# Licey-sur-Vingeanne
 Licey-sur-Vingeanne  es una población y comuna francesa, en la región de Borgoña, departamento de Côte-d'Or, en el distrito de Dijon y cantón de Fontaine-Française.

## Demografía
| 115 | 100 | 83 | 72 | 71 | 85 |
| Para los censos de 1962 a 1999 la población legal corresponde a la población sin duplicidades (Fuente: INSEE [Consultar]) |     |    |    |    |    |